# Eucyclops miracleae
Eucyclops miracleae – gatunek widłonoga z rodziny Cyclopidae, nazwa naukowa gatunku została po raz pierwszy opublikowana w 2010 roku przez rosyjskiego zoologa Wiktora Rościsławowicza Aleksiejewa.